# Черниговский скит
Черни́говский скит (в документах XIX века также Пеще́рное отделе́ние Гефсима́нского ски́та) — скит Троице-Сергиевой лавры в 3 км к востоку от лавры, на северном берегу восточного залива верхнего Скитского (Корбушинского) пруда. На противоположном берегу располагался Гефсиманский скит, от которого до наших дней дошла лишь ограда с башенками и к которому в XIX веке он был приписан. Гефсиманский скит, в свою очередь, был приписан к лавре. На 2022 год на части территории бывшего Гефсиманского скита располагается военная часть 51105 (ЦФТИ — Центральный физико-технический институт 12-го Главного управления Министерства обороны Российской Федерации), а также училище.

## История
Гефсиманский скит был основан в 1843—1844 годах. Уже в 1845 году на месте будущего Черниговского скита, в Исаковской роще, появились деревянные кельи монахов Гефсиманского скита, склонных к особенно строгому уединению.

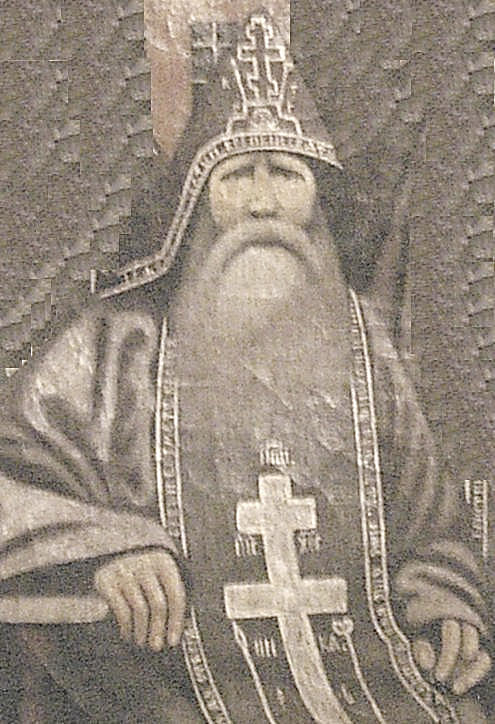
Филипп (Хорев)

В 1847 году московский юродивый Филиппушка (Хорев), одно время живший при лавре, переселился в Исаковскую рощу. Именно этот год обычно называют датой основания Черниговского скита. Спросив разрешение на «копание погребка», Филиппушка начал строить себе подземную келью, наподобие пещер Киево-Печерской лавры. Пещеры сооружались до 1851 года, пока не стали включать в себя пещерный храм во имя Бесплотных Сил — бревенчатую полуземлянку, верхняя часть которой выступала над землёй, имела окна и подземные ходы с маленькими пещерками, и была завершена фигурной кровлей.
28 августа 1849 года строителем Гефсиманского скита был назначен иеромонах Анатолий (с 1874 года — игумен); во многом его заботами и под его непосредственным наблюдением были выстроены две каменные церкви, Скитская часовня в Москве у Ильинских ворот, дом близ Сухаревой башни, жилые и хозяйственные здания скита, пещерное отделение с гостиницей и хозяйственная ферма.
27 сентября 1851 году митрополит Филарет (Дроздов) освятил подземную церковь в честь Архистратига Михаила и прочих сил безплотных.
В 1852 году в пещерную церковь Александра Филиппова пожертвовала Черниговскую икону Божией Матери. По молитве пред этой иконой в 1869 году была исцелена парализованная крестьянка, после чего икона явила более 100 чудес и исцелений. По названию иконы скит в 1890-е годы получил своё имя. В том же 1852 году в скит пришёл Василий Меркулов, в 1857 году он стал послушником, а в 1866 году принял монашеский постриг под именем Варнава. Он приобрёл широкую известность, к нему за советом и благословением приходили паломники со всей России, в январе 1905 года его посетил Николай II. Варнава умер 17 февраля (2 марта) 1906 года, в 1995 году канонизирован.
В 1856—1857 годах была построена надпещерная деревянная церковь во имя преподобных Антония и Феодосия Печерских и святого Василия Парийского, расширена пещерная церковь. Но наиболее активное строительство в скиту велось в последние десятилетия XIX века.
В 1921 году скит был закрыт и осквернён, братия переведена в Гефсиманский скит, закрытый в 1924 году. На территории Черниговского скита размещалась тюрьма, позже интернаты для инвалидов и склады. Инвалидный дом, размещавшийся в Черниговском ските, так же как и исправительный, который занимал Гефсиманский скит, и их обитатели, описаны М. М. Пришвиным в очерке «Каляевка» (1930, после 1933 не переиздавался).

Я встретился с Родионом Недошивиным, который стал теперь Родионом Вирским, уже в тридцатые годы в лагере имени террориста Каляева под Москвой. Лагерь находился в Гефсиманском скиту близ Троице-Сергиевой лавры. Туда перед двадцатилетием революции вывозили разнообразный человеческий «мусор»: воров, попрошаек, инвалидов, юродивых… — Павел Басинский,"Полуденный бес".
В 1990 году скит был возрождён как приписанный к лавре мужской монастырь, однако по состоянию на 2007 год большую часть скита (кроме пещерного и Черниговского храмов, колокольни, южного келейного корпуса и кельи отца Варнавы) занимал интернат для детей-инвалидов. В скиту в 2006 году проживало 25 насельников. К 2009 году их число сократилось до десяти.
На территории скита находятся могилы Константина Леонтьева и Василия Розанова.

## Архитектура

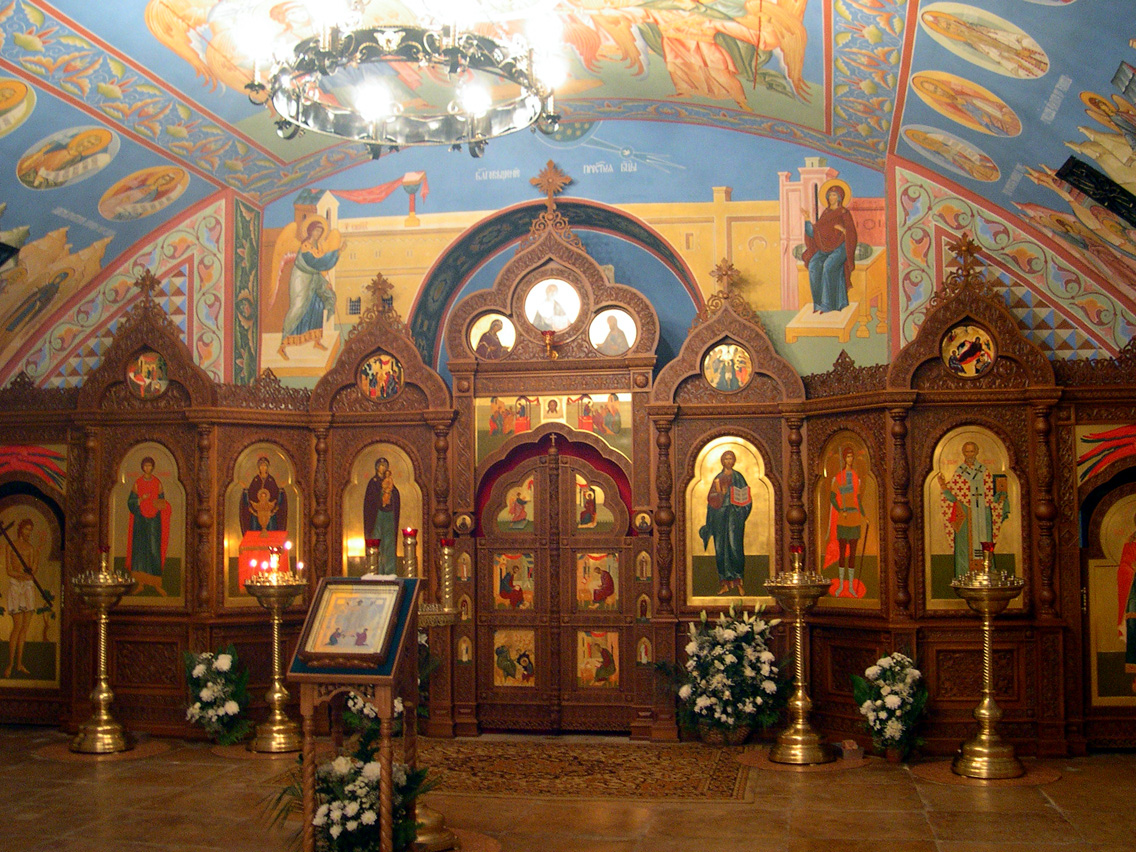
Интерьер пещерной церкви

Композиционным центром архитектурного ансамбля скита служит Черниговский храм (1886—1889). Под ним помещается пещерная церковь, построенная в 1851. В 1856—1857 годах сооружается просторная трапезная пещерного храма со сводчатым потолком, так что первоначальная церковь 1851 года превращается в алтарь. Пещерная церковь к настоящему времени полностью восстановлена.
Решение о строительстве нового, уже каменного надпещерного храма, вместо обветшавшей деревянной церкви, было принято в 1886. Автором проекта и руководителем работ утверждён архитектор Н. В. Султанов. Вчерне Черниговский храм был завершён в 1889, в 1893 состоялось освящение главного престола, отделка завершена лишь в 1897 году. Примечательно, что весь период строительства пещерная церковь оставалась действующей. В Черниговском храме по состоянию на 2007 год ведутся восстановительные работы.

Южный келейный корпус построен между 1861—1865 годами, в 1870 достроен второй этаж. После строительства в 1889 году вдоль западной ограды двухэтажного трапезного корпуса, все новые сооружения в скиту выдерживаются в русском стиле, в стилевом единстве с Черниговским храмом. В 1894 году строится ограда скита, а в 1895 году А. А. Латковым напротив восточного фасада Черниговского храма возводится пятиярусная колокольня, по высоте почти равная лаврской. В 1904 вдоль восточной ограды сооружается келейный корпус.

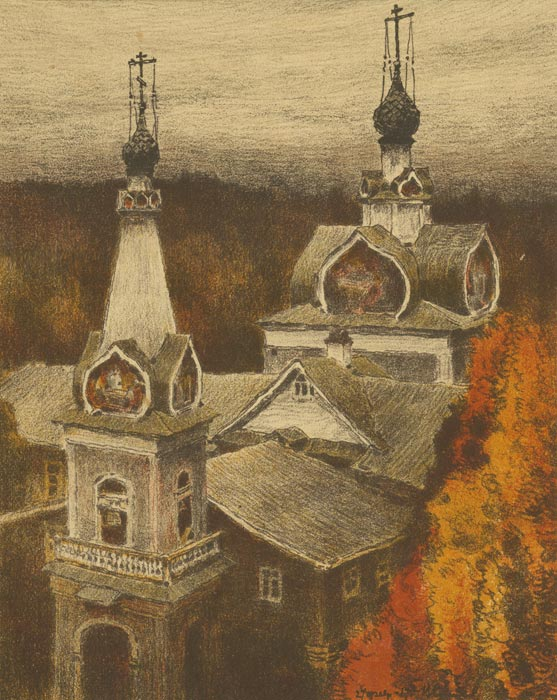
Церковь Успения Божией Матери
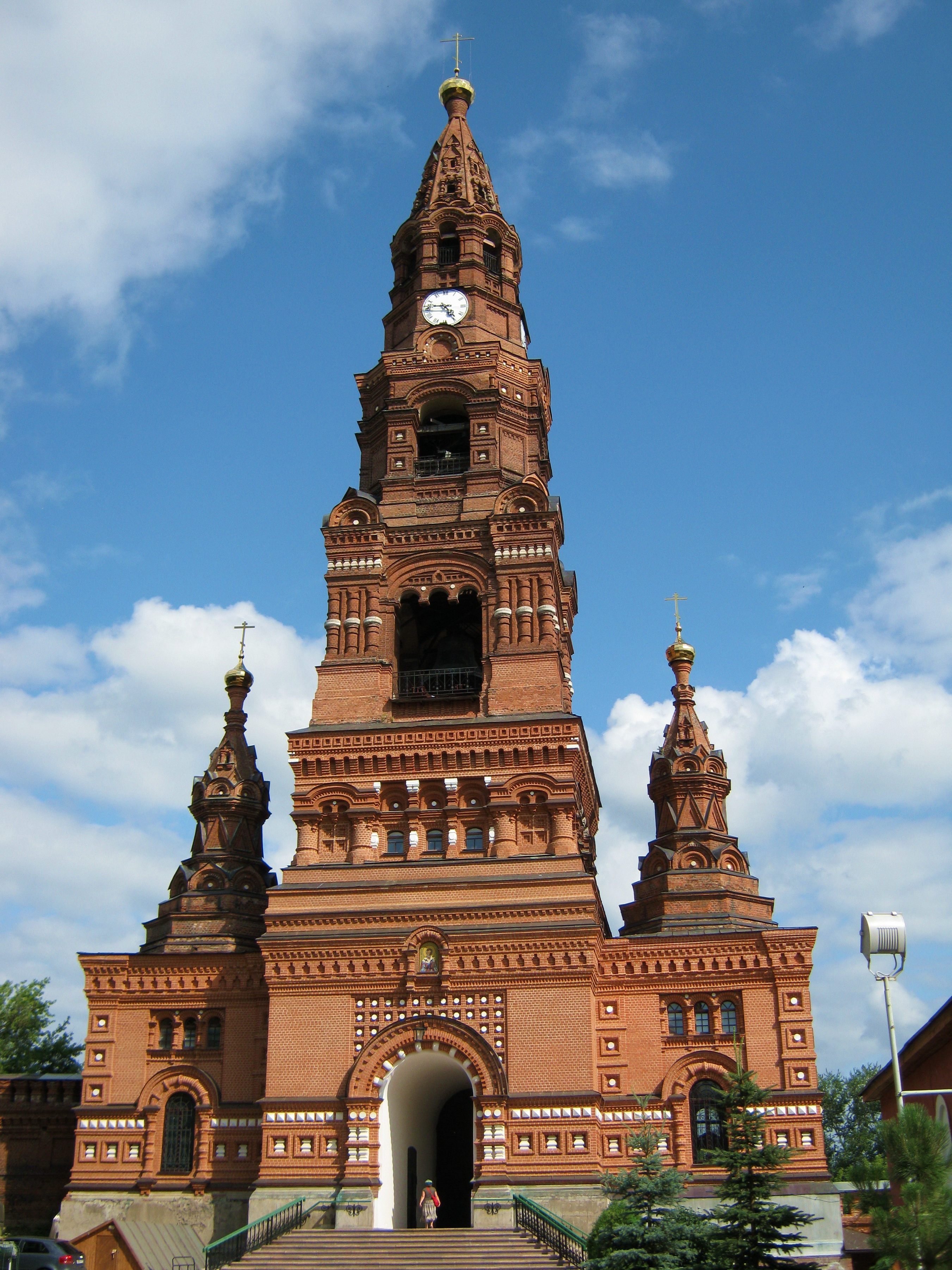
Колокольня Черниговского скита
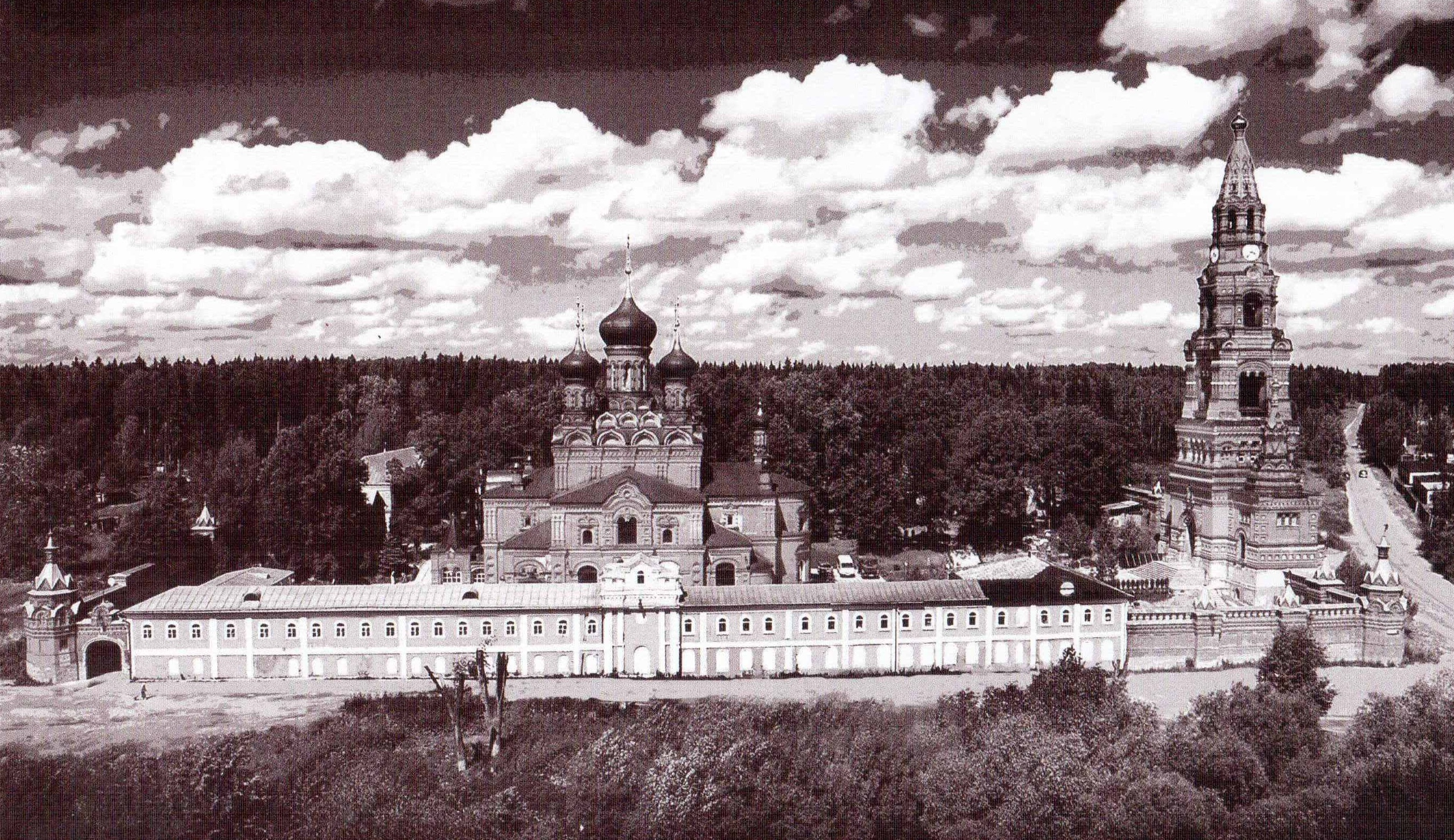
Гефсиманский скит
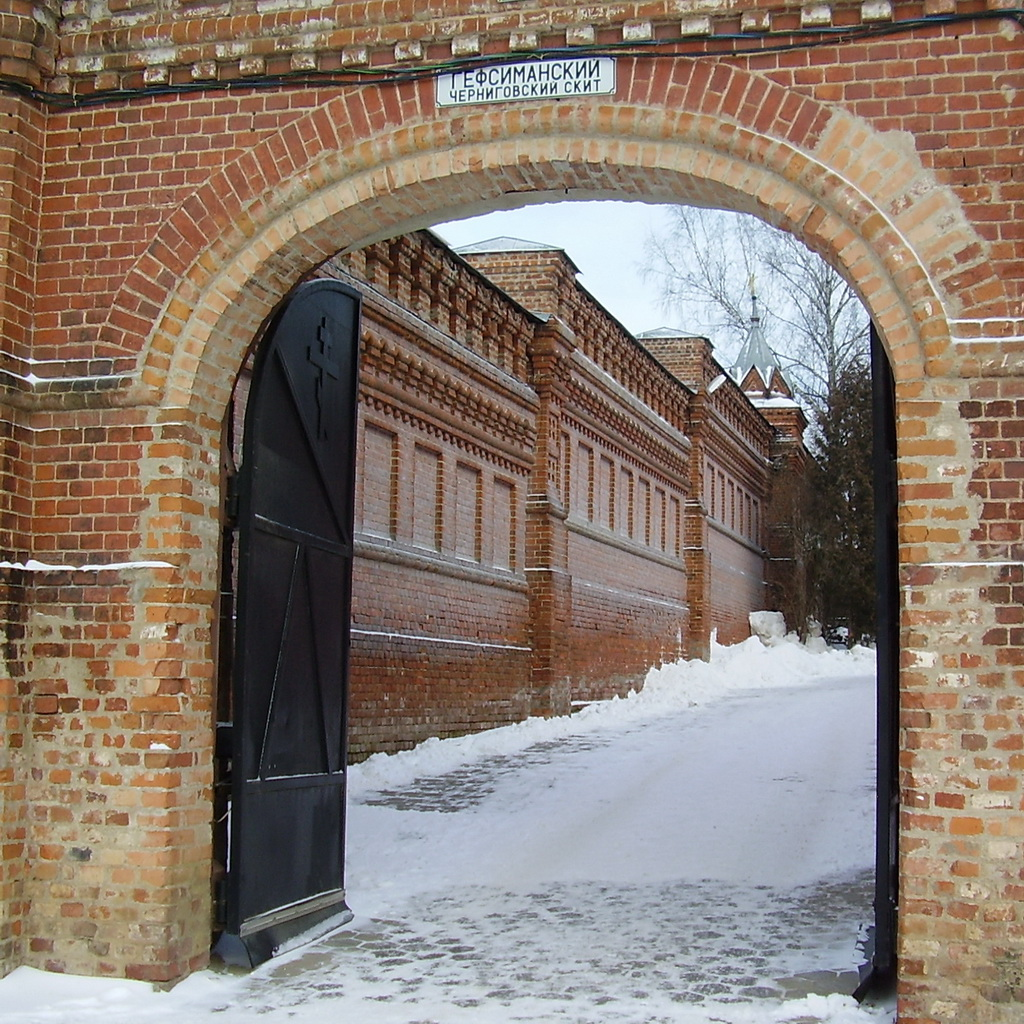
Один из входов в Гефсиманский Черниговкий скит